# Your Tongue's Got The Cat
«Your Tongue's Got The Cat» es un sencillo de la banda finlandesa de hard rock Lordi, que fue publicado el 13 de abril de 2018. Es el primer sencillo del álbum Sexorcism.

## Lista de canciones
- «Your Tongue's Got The Cat» (4:45)

## Créditos
- Mr. Lordi (vocalista)
- Amen (guitarra)
- OX (bajo)
- Mana (batería)
- Hella (piano)